# Australite

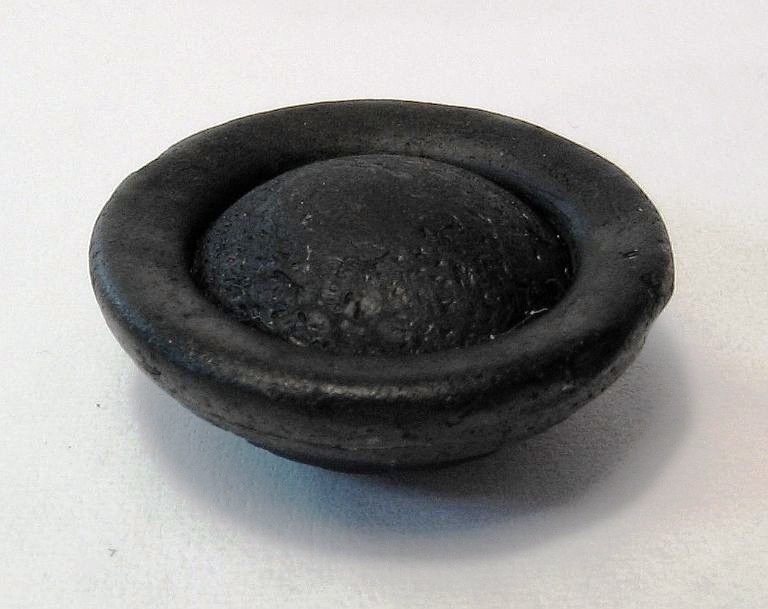
Une australite.

Les australites sont des tectites trouvées en Australie. Elles ont pour la plupart une couleur foncée ou noire et une forme de disque ou de bol que l'on ne retrouve pas dans les autres tectites. La NASA a utilisé leur forme pour la conception de modules de rentrée de l'espace pour le programme Apollo dans les années 1960. 

## Historique

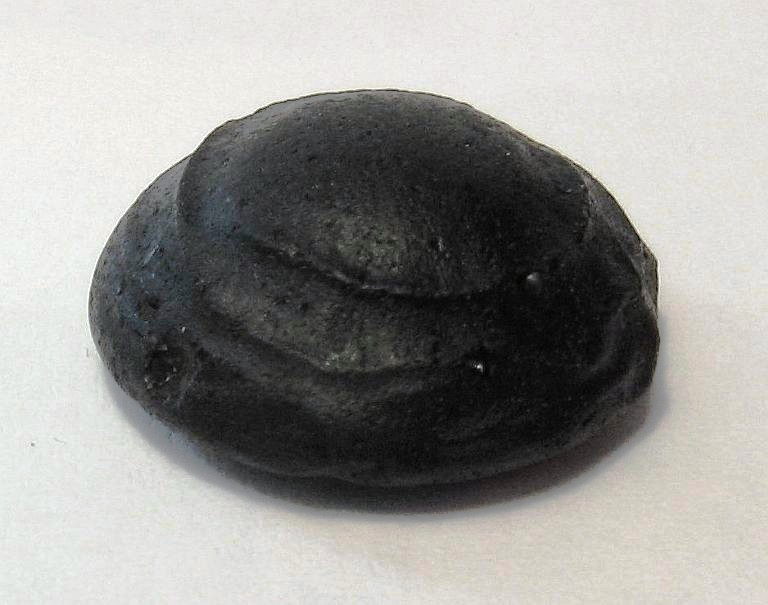
Dos d'une australite.

Des Aborigènes appelaient les australites Ooga (« les yeux fixes ») et les utilisaient comme des objets sacrés ou comme outils de coupe. Les Européens ont découvert les australites en 1857, lorsque l'explorateur Thomas Mitchell donna au naturaliste Charles Darwin un objet de forme mystérieuse en verre noir naturel. Darwin pensait que les australites étaient d'origine volcanique en raison de leur similitude avec l'obsidienne, un verre volcanique,,. 
L'un des premiers scientifiques à étudier sérieusement les australites fut Charles Fenner, qui a vu sa première australite en 1907. Il a estimé que les australites étaient des météorites en verre. 

## Origine
Les premières théories sur l'origine des australites ont compris les volcans, les feux de brousse qui sont communs en Australie ou la fusion de sable par la foudre (fulgurites). Certains scientifiques ont cru qu'il s'agissait de météorites, éventuellement de météorites lunaires éjectées de la Lune lors d'impacts (maintenant théorie réfutée en raison de la composition différente des roches lunaires). 
Bien que les différentes théories sur l'origine des australites soient toujours en circulation, la plupart des scientifiques pensent que les australites sont formées au cours d'impacts d'énormes météorites sur la Terre. Lors des impacts, les météorites éjectaient des myriades de petits morceaux de roches dans l'atmosphère. Les australites acquéraient leurs formes carénées, aérodynamiques quand elles rentraient dans l'atmosphère terrestre en fusion en se déplaçant à des vitesses élevées. 
La plupart des australites se trouvent en Australie-Méridionale, en dessous du 25e degré de latitude. L'impact qui est à leur origine serait un énorme impact situé en dessous de la calotte glaciaire de l'Antarctique. Cet impact aurait pu être d'une force suffisante pour éjecter des morceaux de roches en fusion à partir du site initial jusqu'en Australie, où ils sont rentrés dans l'atmosphère et sont devenus des australites. On estime la date de l'impact à il y a 790 000 ans sur la base de l'analyse des australites.